# Gyugy
Gyugy is een plaats (község) en gemeente in het Hongaarse comitaat Somogy. Gyugy telt 260 inwoners (2001).